# Вилла «Сельби»
Сельби (встречается вариант Сольби; на крымскотатарском — Кипарис) — вилла постройки начала XX века в стиле модерн в Симеизе, расположенный по адресу ул. Владимира Луговского, 10 в, сооружённая в 1914 году по проекту архитектора П. П. Щекотова. В настоящее время — корпус № 6 санатория им. Семашко. Памятник градостроительства и архитектуры регионального значения.

## Дача Сельби
В 1913 году дворянин из Москвы Митрофан Леонов приобретает в Новом Симеизе два участка № 4 и № 5 площадью 1331 и 700 квадратных саженей как свадебный подарок своей дочери Юлии, выходящей замуж за гвардии-капитана Владимира Михайловича Колотинского. На образовавшемся землевладении решают построить особняк и разбить парк. Проект и строительство здания были заказаны архитектору П. П. Щекотову, видному представителю московского модерна. Строительство было полностью закончено в 1914 году. В 1920 году семья Колотинских отсюда, из Крыма эмигрировала во Францию. Юлии Митрофановны не стало в 1923 году, её супруг Владимир Михайлович дожил до 1947 года.

### Архитектура здания
Асимметричное двухэтажное здание стоит на высоком цоколе из симеизского мраморовидного известняка грубой рустовки. Восточный фасад (главный) сделан в виде едва выступающего ризалита с углублённым арочным порталом и узорчато застеклённой дверью. Пилястры украшены лепными профилированными тягами, арка входа, с криволинейным верхним карнизом, обрамлена стилизованными волютами по обеим сторонам и украшена дентикулами. Южный фасад венчает сложный аттик с криволинейной формы оконным проёмом, завершающийся аркой с вертикальными столбиками по краям и надписью «Вилла Сельби». Фасад, выходящий к морю, обустроен парапетом с кованными решётками причудливой формы, большими, квадратными окнами первого и второго этажей и балконами. Юго-западный угол сделан округлым выступающим с полукруглым балконом и оформлен усложненным аттиком. Обращённый в сторону парка западный фасад оформлен как и восточный. Здание имело отдельные выходы первого этажа, что было удобно постояльцам и повышало стоимость проживания. Вокруг был устроен газон с цветниками и низко постриженным кустарником.

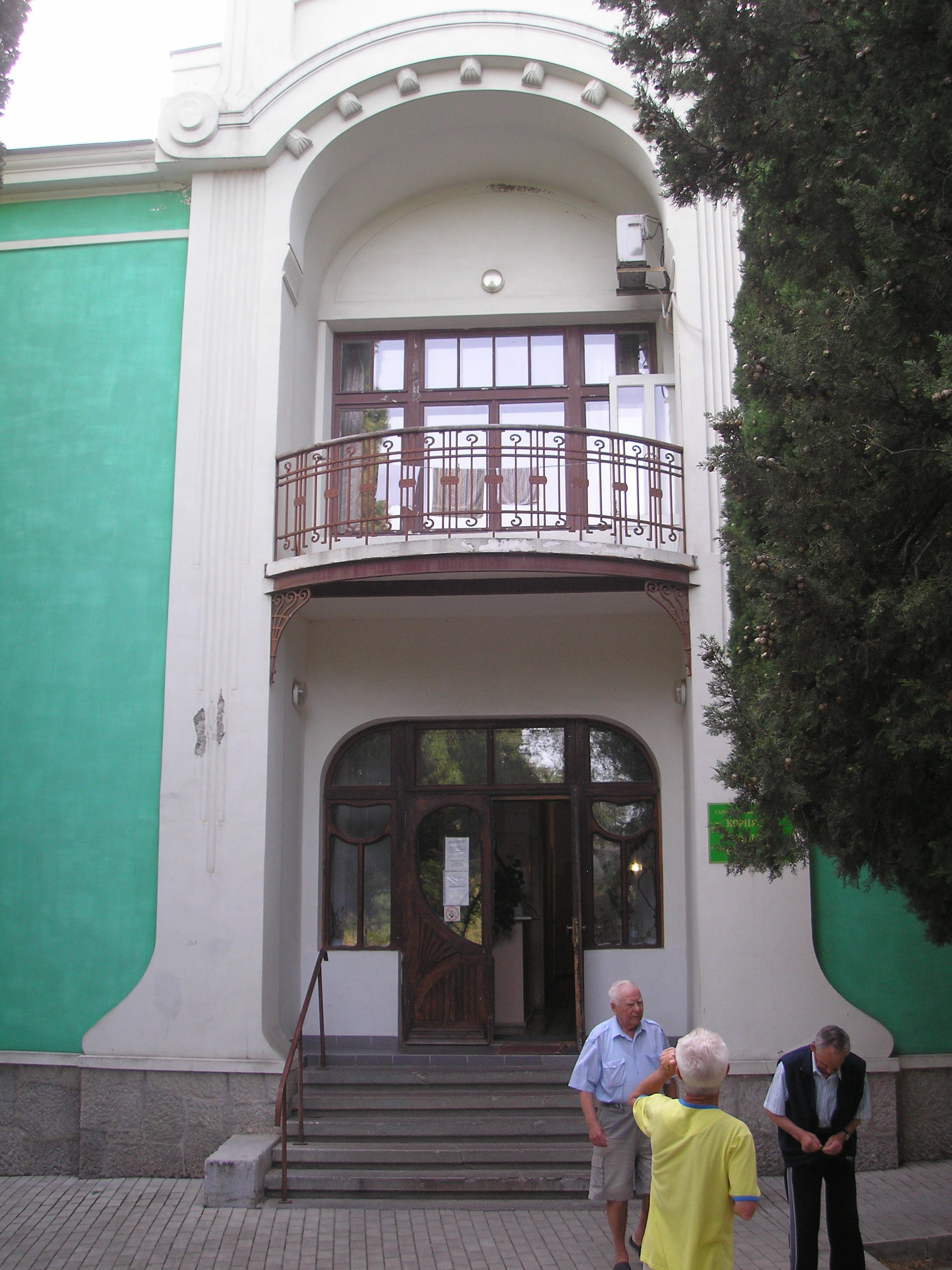
Восточный фасад
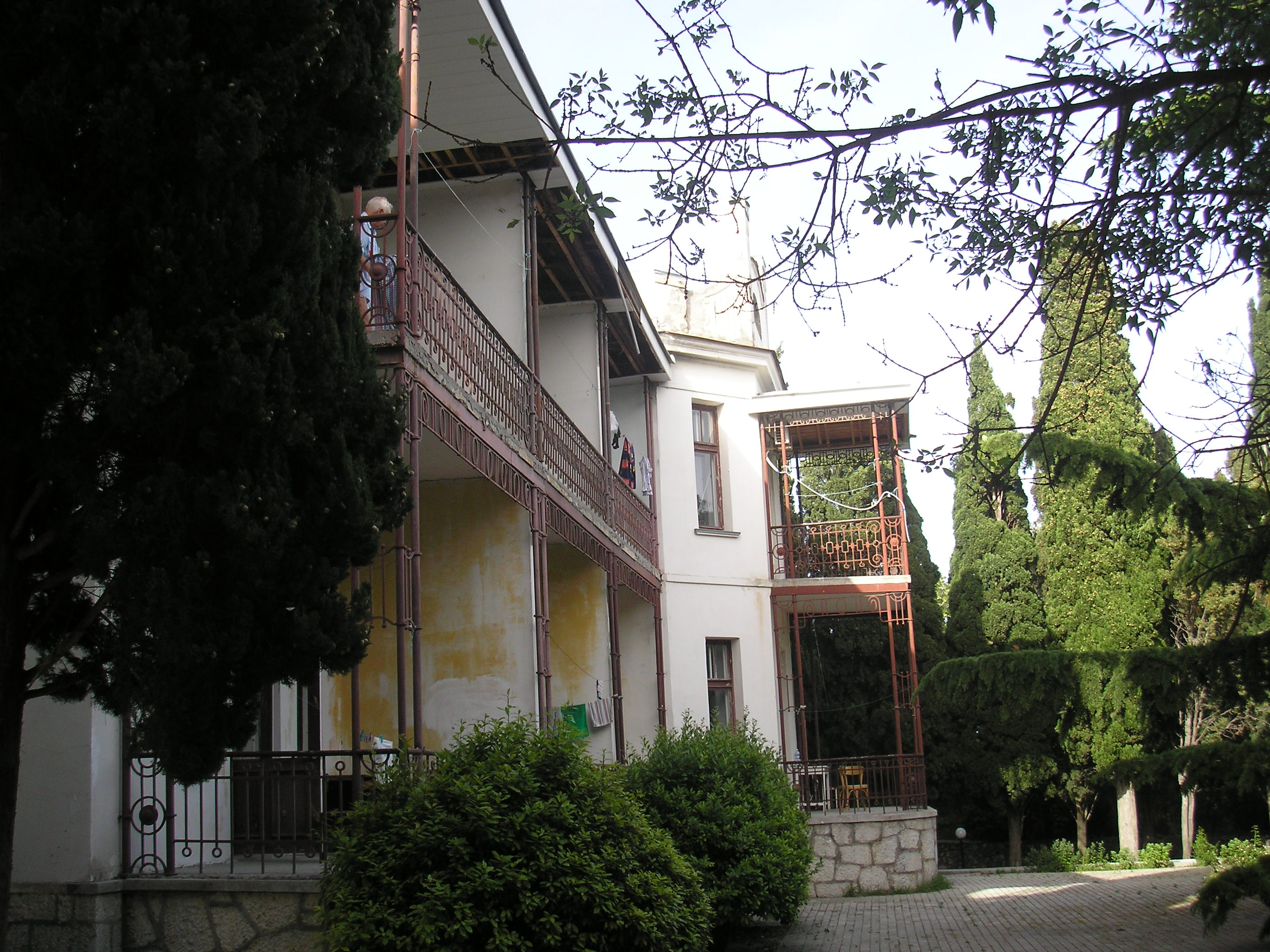
Фасад, выходящий к морю
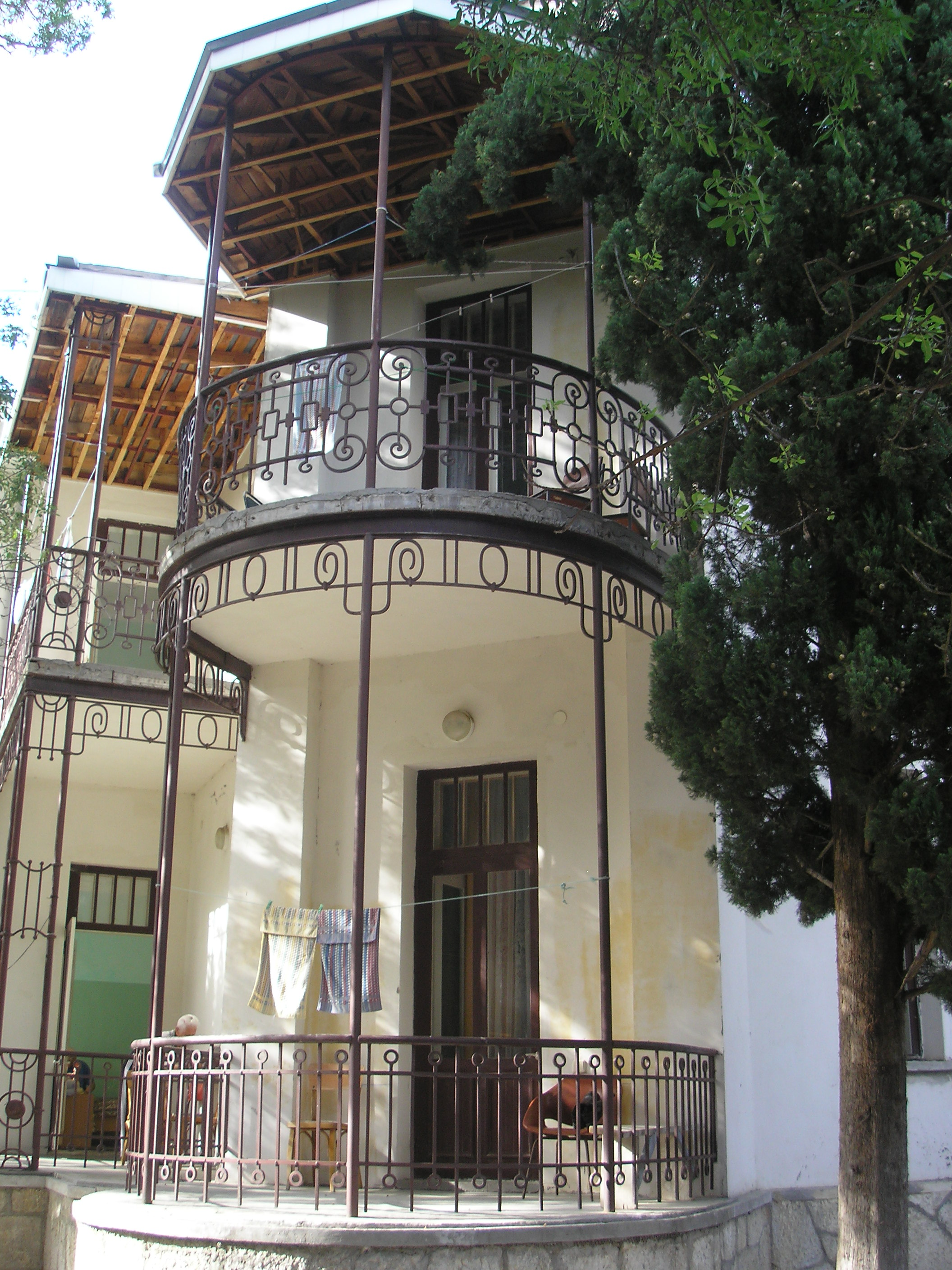
Юго-западный угол

## После революции
16 декабря 1920 года приказом председателя Революционного комитета Крыма были изъяты «из частного владения как разных ведомств, так и частных лиц все имения Южного берега Крыма в районе от Судака до Севастополя включительно» и передавались в ведение специально созданного Управления Южсовхоза. Дача вошла в состав санатория «Дельфин», который в 1935 году объединили с санаториями «Камея», «Миро-маре», имени Фрунзе, бывшей дачей Завгородней в противотуберкулезный санаторий имени Семашко на 470 коек. До недавнего времени вилла была корпусом № 6 «Сольби» санатория имени Семашко рассчитан на 70 мест в 3-х, 4-х местных номерах с удобствами на этаже